# Ehrenmark
Ehrenmark är ett svenskt efternamn, som burits av bland andra:
- Bertil Ehrenmark (1892–1966), svensk skådespelare
- Gunhild Ehrenmark (1893–1957), svensk skådespelerska
- Torsten Ehrenmark (1919–1985), svensk journalist, kåsör, författare och översättare